# 聖地亞哥德安丘卡亞區
12°05′44″S 76°13′49″W / 12.0955°S 76.2302°W
聖地亞哥德安丘卡亞區（西班牙語：Distrito de Santiago de Anchucaya），是秘魯的一個區，位於該國中南部利馬大區的瓦羅奇里省，始建於1962年3月17日，面積94平方公里，海拔高度3,384米，2005年人口557，人口密度每平方公里5.9人。